# Ludovic-Oscar Frossard
Ludovic-Oscar Frossard, spesso chiamato L-O Frossard o Oscar Frossard (Foussemagne, 5 marzo 1889 – Parigi, 11 febbraio 1946), è stato un politico francese.

## Biografia
Figlio di un artigiano radical-socialista e anticlericale e di una madre di ascendenza ebraica, Stéphanie Schwob (1861-1924), massone, fu membro della loggia "L'Internationale" del Grande Oriente di Francia.
È stato segretario generale della SFIO dal 1918 e, nel 1920, svolse un viaggio a Mosca con il direttore dell'Humanité Marcel Cachin. Al rientro in Francia, in una serie di articoli dal titolo Ce que nous avons vu en Russie, nell'autunno 1920 i due sostennero l'adesione francese alla III Internazionale.
(Louis Oscar Frossard)
Dal 1921 fu segretario generale del giovane Sezione Francese dell'Internazionale Comunista (il futuro Partito Comunista Francese, PCF). 
Uscito dal partito nel 1923, creò il Parti communiste unitaire (PCU). 
Nel 1925 rientrò nella SFIO e nel 1928 fu eletto per la prima volta deputato, ma nel 1935 lasciò il partito per aderire all'Unione Socialista Repubblicana (USR), una formazione nata dalla confluenza di due piccoli partiti di orientamento socialista moderato. Entrò al governo come ministro del Lavoro, e nel 1936 si fece rieleggere deputato nelle liste dell'USR. È stato ministro in otto governi, dal 1935 al 1937 e dal 1938 al 1940. Nel luglio 1940 votò a favore dell'attribuzione dei pieni poteri al maresciallo Pétain, ma nel corso dei quattro anni in cui la Francia è stata occupata dall'esercito tedesco mantenne un atteggiamento defilato, limitandosi all'attività giornalistica.
Era il padre del giornalista e scrittore André Frossard.